# Trienekens AG
Die Trienekens AG war ein 1923 gegründetes Unternehmen, das zum Ende des 20. Jahrhunderts zum größten Entsorgungsunternehmen Deutschlands aufstieg. 2002 ging das inländische Geschäft der Trienekens AG komplett im RWE-Konzern auf. Seither führt die Trienekens GmbH ausländische Geschäftsaktivitäten fort.

## Unternehmensgeschichte
Im Jahr 1923 gründete Mathias Trienekens in Süchteln (heute Stadtteil von Viersen) den „Heu- und Strohgroßhandel M. Trienekens“. Das Heu verkaufte er als Tierfutter an Bauern, das Stroh als Rohstoff für die Herstellung von Pappe an Papierfabriken. Der Handel mit Heu und Stroh währte noch bis Anfang der 1970er-Jahre, obwohl Papierhersteller zunehmend auf Altpapier als Rohstoff umstellten.
Schon 1954 hatte Trienekens parallel Entsorgungsaktivitäten aufgebaut. Ein erster Müllwagen sammelte seither auf lokaler Ebene den Hausmüll von rund 3000 Haushalten ein. Im Laufe der 1960er-Jahre nahm die Nachfrage nach Entsorgungsdienstleitungen zu. Zugleich setzten die Papierhersteller zunehmend Altpapier als Rohstoff und fragten immer weniger Stroh nach. 1971 übertraf der Umsatz mit dem Trienekens-Entsorgungsgeschäft erstmals jenen aus dem Verkauf von Heu und Stroh. Kurz darauf firmierte die Gesellschaft als „M. Trienekens Städtereinigung Viersen“.
1988 betrug der Umsatz 62 Millionen Euro und die Zahl der Mitarbeiter 580. In jenem Jahr erfolgte die Umbenennung in Trienekens Entsorgung GmbH. Ein Jahr später gründeten Hellmut Trienekens und die RWE Entsorgung AG gemeinsam die R+T Entsorgung GmbH, wobei Hellmut Trienekens 49 Prozent der Anteile hielt. Gleichzeitig übernahm die RWE Entsorgung AG 49 Prozent der Trienekens Entsorgung GmbH. Um sich gegenseitig keine Konkurrenz zu machen, konzentrierten beide Gesellschaften ihr jeweiliges Geschäft danach auf unterschiedliche Gebiete.
1998 folgte die Zusammenlegung der seit 1989 getrennten Unternehmen: Die Trienekens Entsorgung GmbH und die R+T Entsorgung GmbH verschmolzen dabei zur Trienekens AG. Deren Anteile waren fortan zu gleichen Teilen auf RWE und Trienekens verteilt. Zum Zeitpunkt der Zusammenlegung lag der gemeinsame Jahresumsatz bei 442 Millionen Euro. Zur Jahrtausendwende galt die Trienekens AG als größtes Entsorgungsunternehmen Deutschlands. In Nordrhein-Westfalen verfügte das Unternehmen über rund 25 Prozent der kommunalen Verbrennungskontingente.
Im Jahr 2002 übernahm die RWE Umwelt AG – seit 1997 Nachfolgerin der RWE Entsorgung AG – die restlichen 50 Prozent an der Trienekens AG. RWE führte den Namen Trienekens wegen des schlechten Image von Trienekens nicht weiter. Die Trienekens AG geriet 2001 wegen eines Schmiergeldskandals, der Kölner Spendenaffäre, in die Schlagzeilen.
Zu dieser Zeit beschäftigte diese mit allen rund 250 direkten und indirekten Beteiligungen fast 8800 Mitarbeiter und erwirtschaftete über eine Milliarde Euro Jahresumsatz. Zwei Jahre später veräußerte RWE die RWE Umwelt AG an die Rethmann AG & Co. KG. 2005 ging das ehemalige Inlandsgeschäft von Trienekens schließlich an die SWK Stadtwerke Krefeld AG und firmiert seither als EGN Entsorgungsgesellschaft Niederrhein mbh.
Trotz des Endes der Trienekens AG im Jahr 2002 lebt der Unternehmensname Trienekens weiter. Als RWE 2002 vollständiger Eigentümer der Trienekens AG wurde, bezog sich dies auf die Inlandsaktivitäten. Zu der Zeit zu Trienekens gehörende Geschäftsaktivitäten im Ausland gingen auf die Trienekens GmbH über. Auch deren Hauptsitz ist Viersen. Derzeit unterhält dieses Unternehmen eigene Gesellschaften in Spanien und Malaysia. Auch sie sind in der Entsorgungswirtschaft aktiv.

## Besondere Leistungen
Trienekens galt häufig als technologischer Vorreiter. 1972 eröffnete das Unternehmen in Neuss die erste Hausmüllaufbereitungsanlage in Nordrhein-Westfalen. 1981 folgte, ebenfalls in Neuss, die erste Rohstoffrückgewinnungsanlage Deutschlands. 1987 entstand in der Deponie Haus Forst in Kerpen eine weitere Rohstoffrückgewinnungsanlage. Ein an sie angeschlossenes Blockheizkraftwerk wandelte Deponiegas direkt in Strom und Wärme um. 1995 wurde auf der Deponie Horm bei Düren eine Anlage für die mechanisch-biologische Restmüllbehandlung errichtet, die später landesweit Modellcharakter haben sollte. Weitere Innovationen umfassten den Einsatz optoelektronischer Trennverfahren für Glasabfälle, die Entwicklung eines begehbaren Sickerwasserschrägschachtes im Deponiebau, die Konditionierung energetisch verwertbarer Abfälle für den Einsatz als Ersatzbrennstoff in Kraftwerken oder in der Zementindustrie sowie den Einsatz besonderer Verfahren zur Aufbereitung von Altpapierqualitäten.